# Kępaczek plamisty
Kępaczek plamisty (Poodytes punctatus; maor.: mātātā) – gatunek małego ptaka z rodziny świerszczaków (Locustellidae). Występuje na Nowej Zelandii i okolicznych wyspach. Nie jest zagrożony wyginięciem. Jeden podgatunek jest klasyfikowany przez IUCN osobno: kępaczek ciemnouchy (P. p. caudatus) jest narażony na wyginięcie.

## Taksonomia
Po raz pierwszy gatunek opisali Jean René Constant Quoy i Joseph Paul Gaimard w 1830 w relacji z podróży korwety l’Astrolabe. Holotyp pochodził z Zatoki Tasmana na Wyspie Południowej Nowej Zelandii. Nowemu gatunkowi nadali nazwę Synallaxis punctata. Obecnie (2024) Międzynarodowy Komitet Ornitologiczny (IOC) umieszcza kępaczka plamistego w rodzaju Poodytes. Umieszczany bywał w Megalurus lub w monotypowym rodzaju Bowdleria. Na odrębność kępaczków plamistych wskazują pewne cechy anatomiczne, jednak wyniki hybrydyzacji DNA-DNA są niejasne.
IOC wyróżnia 5 podgatunków. Dawniej do P. punctatus włączano jako podgatunek również kępaczka białogardłego (†P. rufescens) z Wysp Chatham, wymarłego pod koniec XIX wieku. Autorzy Handbook of the Birds of the World uznają za osobny gatunek kępaczka ciemnouchego (P. (p.) caudatus) (to ujęcie systematyczne stosuje także IUCN), jednak inni autorzy traktują go jako podgatunek P. punctatus.

## Podgatunki i zasięg występowania
Serwis Birds of the World i IOC wyróżniają następujące podgatunki:
- P. p. vealeae (Kemp, 1912) – Wyspa Północna[7]
- P. p. punctatus (Quoy & Gaimard, 1832) – kępaczek plamisty[3] – Wyspa Południowa[7]
- P. p. stewartianus (Oliver, 1930) – Wyspa Stewart[7]
- P. p. wilsoni (Stead, 1936) – Wyspa Codfish (przy północno-zachodniej części wyspy Stewart)[7]
- P. p. caudatus (Buller, 1894) – kępaczek ciemnouchy[3] – Wyspy Snares[6]

## Morfologia
Długość ciała wynosi 18 cm, masa ciała 23–25,3 g u ptaków podgatunku nominatywnego, średnio 18 g u reprezentantów P. p. vealeae i 26,8 g u reprezentantów P. p. wilsoni. Kępaczki plamiste to stosunkowo niewielkie ptaki, u których w upierzeniu przeważają brązowe pasy na wierzchu ciała i jasne na spodzie. Brązowe sterówki są stosunkowo luźne, co nadaje ogonowi postrzępiony wygląd. Czoło i ciemię mają barwę kasztanową. Dostrzec można białawą brew, występującą jednak – podobnie do ciemnej czapeczki – tylko u ptaków z głównych wysp. Dziób ostro zakończony, czarnoszary. Nogi czerwonoróżowe.

## Ekologia i zachowanie
Środowiskiem życia kępaczków plamistych są różnorodne zakrzewione i trawiaste środowiska, w tym w zaroślach Freycinetia banksii (kiekie) na Open Bay Islands i w trawach oraz w niskich lasach Olearia i skupiskach Hebe elliptica na Muttonbird Islands oraz Wyspach Snares. Kępaczki plamiste słabo latają. Przeważnie przedzierają się przez gęstą roślinność, niekiedy przelatują krótki dystans ze zwisającym ogonem. Na południowych wyspach obserwowane były podczas żerowania wśród opadniętych liści, gdy przytrzymywały liście jedną nogą i przeglądały ich spód. Niekiedy odwiedzają nory ptaków morskich. Choć są trudne do zaobserwowania, często pozwalają obserwatorowi blisko podejść, zwłaszcza zwabione przez naśladowanie głosu. Pożywieniem tych ptaków są owady, pajęczaki i inne bezkręgowce, niekiedy nasiona i owoce, raz obserwowano posilanie się scynkiem.

### Lęgi
Na głównych wyspach Nowej Zelandii okres lęgowy trwa zazwyczaj od sierpnia do marca. Gniazdo o kształcie kubeczka utworzone jest z delikatnych źdźbeł traw lub liści ciborowatych. Umieszczone zostaje w gęstej roślinności, zazwyczaj nie więcej niż metr nad podłożem lub wodą. Zniesienie liczy przeważnie 3–4 jaja na głównych wyspach i 2 jaja na mniejszych wyspach wokół Nowej Zelandii. Obydwa ptaki z pary biorą udział w wysiadywaniu i opiece nad młodymi.

## Status
Międzynarodowa Unia Ochrony Przyrody (IUCN) klasyfikuje kępaczka plamistego jako gatunek najmniejszej troski (LC, Least Concern). Od 2016 IUCN uznaje kępaczka ciemnouchego za osobny gatunek (P. caudatus) i klasyfikuje go jako narażonego na wyginięcie (VU, Vulnerable). BirdLife International ocenia trend populacji kępaczka plamistego jako spadkowy (2024). Do 2018 ptaki te zanikły w kilku rejonach Nowej Zelandii, między innymi w regionach: Wairarapa, Wellington i Canterbury.